# بيز موندين
بيز موندين (بالإنجليزية: Piz Mundin)‏ هو أحد جبال سلسلة جبال الألب سامناون ويقع في كانتون غراوبوندن في سويسرا. يحتل المرتبة رقم 162 في قائمة جبال سويسرا من حيث الارتفاع، إذ يبلغ ارتفاعه حوالي 3146 متر، بينما يبلغ ارتفاع نتوء الجبل 342 متر، هذا وقد سجل أول وصول لقمة الجبل عام 1849.